# Pomnik Juliana Marchlewskiego we Włocławku
Pomnik Juliana Marchlewskiego – pomnik poświęcony komunistycznemu działaczowi Julianowi Marchlewskiemu, który stał na Starym Rynku we Włocławku,

## Historia
Pomnik wykonany został przez Stanisława Horno-Popławskiego. Jego ustawienie w historycznym centrum miasta, na tle kościoła św. Jana Chrzciciela miało być elementem budowania legendy tzw. „Czerwonego Włocławka”. Sam Marchlewski z dziejami miasta miał niewiele wspólnego, jedyny jego związek z Włocławkiem polegał na tym, że tu się urodził. Mimo tego intensywnie rozwijano jego kult, m.in. w 1955 odsłaniając okolicznościową tablicę na ścianie domu, w którym przyszedł na świat i nadając jego imię Zakładom Celulozowo-Papiernicznym.
Uroczyste odsłonięcie pomnika, z udziałem córki Marchlewskiego, Zofii, odbyło się 1 maja 1964 roku. Zbudowany z granitu, pięciometrowy pomnik utrzymany był w stylu socrealistycznym. Marchlewski stylizowany był na intelektualistę, miał na nim zamyśloną twarz, a w ręku trzymał książkę. Na cokole znajdowała się inskrypcja „Wielkiemu Patriocie Internacjonaliście Julianowi Marchlewskiemu Społeczeństwo Włocławka i Ziemi Bydgoskiej. 1 V 1964”. Jako że tuż za pomnikiem znajdowały się miejskie szalety publiczne, lokalizacja ta była przedmiotem licznych żartów. Podobnie rzecz się miała z książką trzymaną przez Marchlewskiego.
W 26 stycznia 1990, w ramach dekomunizacji, pomnik został zdemontowany i przewieziony do browaru Bojańczyka przy ulicy Łęgskiej. W 9 czerwca 1999 figurę bez cokołu przewieziono do pałacu Zamoyskich w Kozłówce, gdzie powiększyła zbiory Galerii Sztuki Socjalizmu. Tablica inskrypcyjna została przekazana Muzeum Ziemi Kujawskiej i Dobrzyńskiej.

## Pomnik Juliana Marchlewskiego w Zakładach Celulozowo-Papierniczych
We Włocławku znajdował się jeszcze jeden, mniejszy pomnik poświęcony Julianowi Marchlewskiemu. Odsłonięto go w 1974, w 75 rocznicę powstania Zakładów Celulozowo-Papierniczych im. Juliana Marchlewskiego we Włocławku. Było to popiersie odlane z brązu. Znajdowało się na terenie ww. zakładów, na zapleczu biurowca. Po likwidacji zakładu popiersie przekazano do magazynów Muzeum Ziemi Kujawskiej i Dobrzyńskiej we Włocławku, skąd zostało ono skradzione w marcu 1997.